# Tom Burlinson

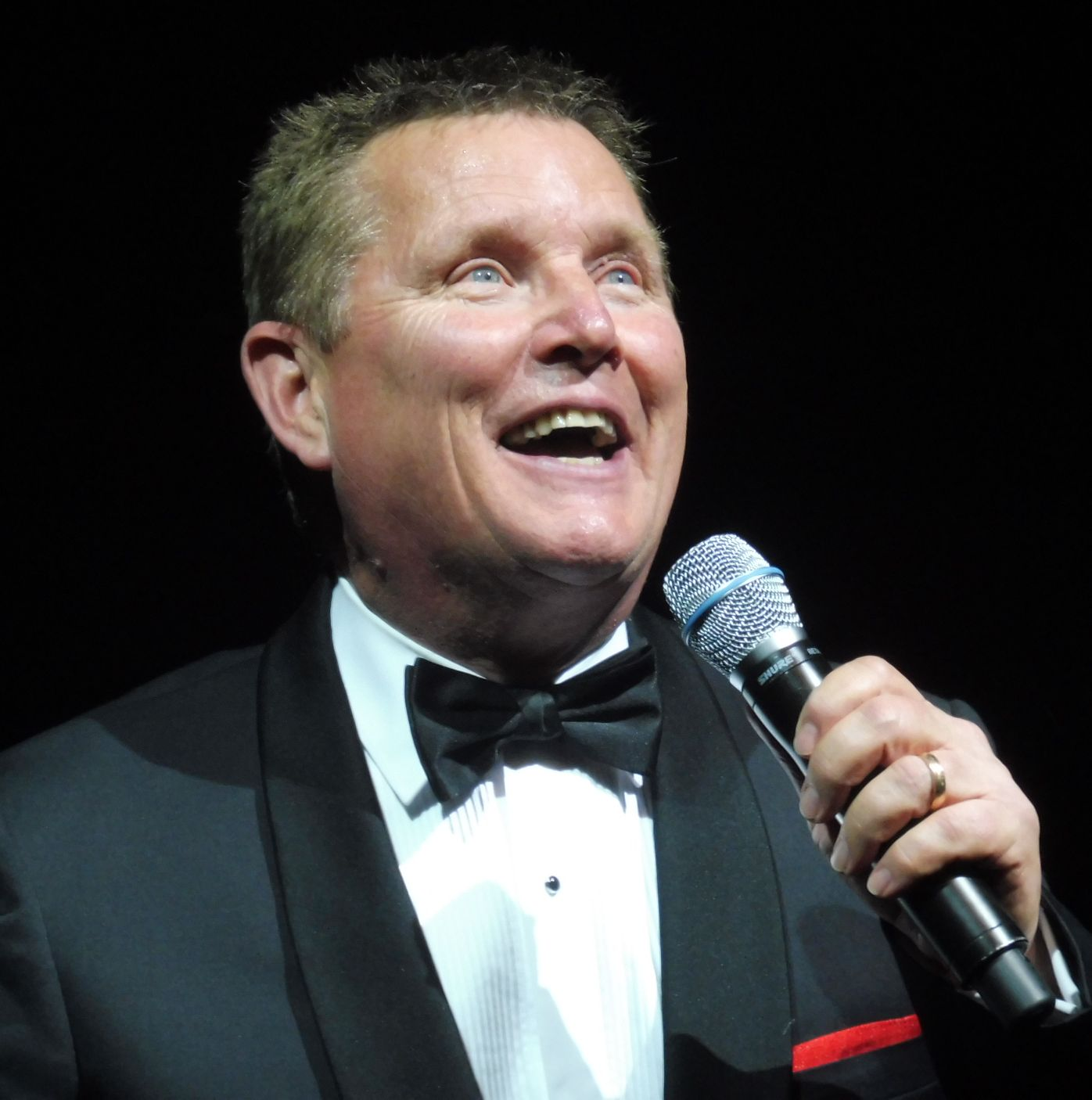
Tom Burlinson (2013)

Tom Burlinson (* 14. Februar 1956 in Toronto, Kanada) ist ein australischer Schauspieler und Sänger.

## Leben
Tom Burlinson wurde als Sohn englischer Einwanderer geboren. Seine Eltern Anthony T. Burlinson (* 1923) und Angela Schofield (* 1927) waren nach dem Zweiten Weltkrieg nach Kanada gekommen. Die Familie zog mehrmals um: zunächst 1958 in die USA, 1962 zurück nach England und schließlich 1965 nach Australien. Kurz danach wurden die Eltern geschieden, und Tom blieb mit seinem Vater und seiner älteren Schwester Susan in Australien, während seine Mutter mit zwei jüngeren Schwestern nach England zurückging. Toms Vater wollte aus ihm einen Juristen machen, aber Tom entschied sich für die Schauspielerei. 1974 wurde er in das National Institute of Dramatic Art aufgenommen, an dem er 1976 seine Ausbildung abschloss.

## Karriere
Nach kleineren Auftritten im Theater und im australischen Fernsehen ab 1977 erhielt Tom Burlinson 1979 eine feste Rolle in der australischen Seifenoper The Restless Years, bei der er 16 Monate blieb. Die erste Hauptrolle in einem Kinofilm erhielt er 1982 in George Trumbull Millers Spielfilm Snowy River, es folgte 1983 Phar Lap – Legende einer Nation von Simon Wincer. Diese beiden Filme brachten ihm den Durchbruch in seiner Filmkarriere, auch wenn Tom danach gegen das Image zu kämpfen hatte, er sei nur in Rollen mit Pferden gut.
Als Sänger wurde Tom Burlinson bekannt, als er 1991 in der Miniserie Sinatra die Singstimme für den jungen Frank Sinatra übernahm. Daraufhin verlegte er seinen Schwerpunkt von der Filmschauspielerei auf den Auftritt in Musicals. 1998 schuf er mit Frank, The Sinatra Story in Song (2001 aus Namensrechtsgründen in Frank – A Life in Song umbenannt) eine eigene Musikshow, mit der er bis 2003 in Australien auf Tournee ging. 2002 trat er damit auch in Kanada auf.
In dem Spielfilm The Night We Called It a Day von Paul Goldman übernahm Tom Burlinson 2003 wieder die Singstimme von Frank Sinatra, der von Dennis Hopper gespielt wurde. 2004 kehrte er in der Rolle des Leo Bloom in Mel Brooks’ Musical The Producers auf die Bühne zurück. 2006 schuf Tom Burlinson mit Frank-More from a Life in Song eine Nachfolgeshow für A Life In Song, die er später in überarbeiteter Form unter dem Titel The Best of Frank aufführte. 2010 schuf er eine neue Musikshow mit dem Titel Now Were Swingin’!, die nicht mehr nur auf Frank Sinatra fixiert war, sondern u. a. auch Lieder von Nat King Cole, Dean Martin, Tony Bennett, Sammy Davis, Jr. and Bobby Darin präsentierte.
Von 2007 bis 2009 war Tom Burlinson Jurymitglied in der Castingshow Australia’s Got Talent. 2011 kehrte er in dem Spielfilm The Cup des Regisseurs Simon Wincer auch wieder ins Kino zurück.

## Filmografie (Auswahl)
- 1979: The Restless Years
- 1981: Revenge (Kurzfilm)
- 1982: Snowy River (The Man from Snowy River)
- 1983: Phar Lap – Legende einer Nation (Phar Lap: Heart of a Nation)
- 1985: Flesh and Blood
- 1986: Wind der Liebe (Windrider)
- 1987: Wächter der Zukunft (The Time Guardian)
- 1988: Der Ungezähmte (The Man from Snowy River II, Return to Snowy River)
- 1988: Piece of Cake (Fernsehserie, 5 Folgen)
- 1991: Wer erschoß Jim Blessing? (Showdown at Williams Creek)
- 1992: Fluch der Erinnerung (Landslide)
- 1996: The Way to Dusty Death
- 2011: The Cup